# 阳洪镇
阳洪镇，是中华人民共和国陕西省咸陽市乾县下辖的一个乡镇级行政单位。

## 行政区划
阳洪镇下辖以下地区：
阳洪东村、阳洪西村、上旦村、上陆陌村、强家村、习家村、校前村、杨庄村、好寺村和中兴村。